# Parafia Matki Boskiej Bolesnej w Żędowicach
Parafia Matki Boskiej Bolesnej w Żędowicach – parafia rzymskokatolicka, znajdująca się w diecezji opolskiej, w dekanacie Zawadzkie.

## Historia
Żędowice były wzmiankowane już w 1300 roku. Wieś przez wieki należała do parafii Jemielnica prowadzonej przez Cystersów. W 1831 roku wieś została przydzielona do parafii Kielcza. Po 1872 roku w czasie Kulturkampfu, gdy proboszczowie w Kielczy popierali rząd niemiecki, wierni uczęszczali do kościołów w Świbiu, Wiśniczu i Jemielnicy. 
W 1885 roku zbudowano salę modlitewną, a w 1886 roku po pracach wykończeniowych kościół otrzymał tytuł pw. Matki Boskiej Bolesnej. W latach 1886–1889 rezydował ks. Józef Wajda. W 1892 roku do kościoła dobudowano wieżę z dzwonami. 25 lipca 1904 roku w oknie szkoły objawiła się Matka Boska. W czerwcu 1907 roku na tę pamiątkę zakupiono w Częstochowie kopię obrazu Matki Boskiej Częstochowskiej.
W 1919 roku została erygowana parafia w Żędowicach. Po II wojnie światowej podjęto decyzję o budowie nowego kościoła. 8 grudnia 1949 roku poświęcono kamień węgielny, a 7 czerwca 1950 roku ks. administrator Bolesław Kominek poświęcił nowy kościół. 23 lipca 1974 roku dekretem bpa Franciszka Jopa kościół został podniesiony do godności sanktuarium Matki Bożej Bolesnej.
Na terenie parafii jest 2 307 wiernych.
Proboszczowie parafii:
1919–1922. ks. bł. Józef Czempiel.
1922–1924. ks. Edward Urbański.
1924–1928. ks. Franz Walloschek.
1928–1933. ks. Friedrich Glumb.
1933–1943. ks. Johann Joschko.
1943–1958. ks. Henryk Lakomik.
1958–1990. ks. Emil Strzelczyk.
1990–2003.  ks. Henryk Prygiel.
2003– nadal ks. Piotr Mykita.